# Sanglung
Sanglung és una muntanya que s'eleva fins als 7.090 msnm i forma part de la Namcha Barwa Himal, la secció més oriental de l'Himàlaia.

## Situació
El Sanglung es troba en una part relativament aïllada del sud-est del Tibet, poc visitada pels estrangers. És envoltat pel gran congost de 400 km que forma el riu Yarlung Tsangpo en travessar l'Himàlaia. abans no es converteix en el Brahmaputra quan entra a l'Índia. Es troba a poc més de 8 km a l'est del Namcha Barwa, el cim culminant de la serralada.

## Ascensions
El cim no ha estat escalat.